# Desa Dadapayu
Desa Dadapayu är en administrativ by i Indonesien.   Den ligger i provinsen Yogyakarta, i den västra delen av landet, 500 km öster om huvudstaden Jakarta. Desa Dadapayu ligger vid sjön Telaga Belik.